# Symphonische Spielemusikkonzerte

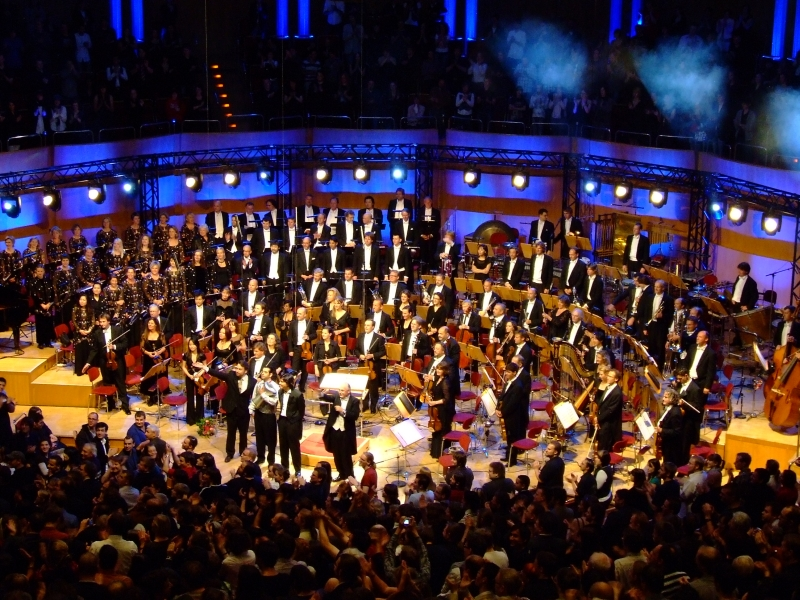
Die Künstler nach der Aufführung des Konzertes Symphonic Fantasies

Die Symphonischen Spielemusikkonzerte (verkürzt: Spielekonzerte bzw. Game Concerts) sind eine Konzertreihe mit orchestraler Computerspielmusik, die 2003 im Gewandhaus zu Leipzig ihren Anfang fand. Sie ist die am längsten bestehende und erste Serie ihrer Art außerhalb Japans. Die Veranstaltungen werden von Thomas Böcker produziert und von verschiedenen Orchestern unter der Leitung der Dirigenten Andy Brick (2003 bis 2007), Arnie Roth (2008, 2009 und 2011), Niklas Willén (2010, 2012) und Eckehard Stier (ab 2012 bis heute) aufgeführt.
In Leipzig wurde die Spielekonzerte-Reihe unter dem Titel GC in Concert von 2003 bis 2007 als offizielle, jährliche Eröffnungszeremonie der Leipziger Computerspielemesse GC – Games Convention abgehalten. Von 2008 bis 2012 bestand eine Kooperation mit dem WDR und dem hauseigenen Klangkörper, dem WDR Funkhausorchester. Diese Konzerte fanden vornehmlich in der Kölner Philharmonie statt. Seit 2013 werden die Veranstaltungen international zur Aufführung gebracht, unter anderem mit dem London Symphony Orchestra im Barbican Centre in London.

## Konzerte in Leipzig (2003–2007)

### Entwicklung
Inspiriert von fernöstlichen Konzerten mit Musik aus Videospielen, insbesondere den Orchestral Game Music Concerts aus den Neunzigern, entwickelte Thomas Böcker das Konzept für die erste Veranstaltung dieser Art außerhalb Japans. Um möglichst viele Menschen der Zielgruppe zu erreichen, plante er das Konzert nebst einer etablierten Veranstaltung der Spieleindustrie. 2002 stellte er seine Idee der Leipziger Messe vor, die zustimmte, ein Spielekonzert während der GC – Games Convention, der ersten Computerspielemesse in Europa, zu präsentieren. Die Leipziger Messe veranstaltete GC in Concert, während Böcker als künstlerischer Leiter und Produzent tätig war. Damit verbunden war das Aufstellen eines Konzertprogramms, des Weiteren musste das Einverständnis einzelner Publisher eingeholt werden, um Musik aus den von ihnen veröffentlichten Spielen nutzen zu dürfen.

### GC in Concert
Am 20. August 2003 fand das erste Spielekonzert statt, aufgeführt vom Tschechischen Nationalen Symphonieorchester. Bis 2007 folgten vier weitere jährliche Konzerte mit unterschiedlichen Programmen, fortan dargeboten vom FILMharmonic Orchestra Prague. Böcker wollte bei den Spielekonzerten in Leipzig die Auswahl der Kompositionen nicht auf europäische Spiele beschränken und setzte stattdessen auf die besten asiatischen, amerikanischen und europäischen Titel der letzten Jahre, was eine Vielfalt an musikalischen Stilen gewährleistete. Den Schwerpunkt der ersten Veranstaltung legte er auf Musik von Publishern, die bereits vorher mit Live-Orchestern eingespielt worden war, was die Entwicklungsphase des Konzerts auf nur vier Monate, beginnend Mitte April 2003, reduzierte.
Nach Auswertung von Rückmeldungen der Besucher fand schließlich mehr Musik von Spieleklassikern Eingang in die Programme. Die folgenden Konzerte beschäftigten Böcker je ein Jahr mit der Planung und enthielten zunehmend neu geschriebene und experimentellere Arrangements, die keine einfachen Orchesterversionen der Ausgangsstücke waren, sondern persönliche Interpretationen der Arrangeure. Die Pionierarbeit, die von Böcker und seinem Team geleistet wurde, ebnete den Weg für viele vergleichbare Veranstaltungen.
Alle fünf Konzerte in Leipzig fanden vor ausverkauftem Haus mit jeweils rund 2000 Besuchern statt. In ihrer Rolle als offizielle Eröffnungszeremonien der GC – Games Convention umfassten sie von 2003 bis 2006 auch verschiedene Reden und Präsentationen deutscher Industrievertreter und Politiker, so zum Beispiel von Wolfgang Tiefensee. Daneben nahmen zahlreiche Komponisten teil, darunter Nobuo Uematsu, Yuzo Koshiro, Chris Hülsbeck, Rob Hubbard und Allister Brimble.

## Konzerte in Köln (2008–2012)
Einer Einladung Thomas Böckers folgend, nahm Winfried Fechner, der Manager des WDR Funkhausorchesters Köln, am fünften Spielekonzert in Leipzig teil, in der Hoffnung, dem eigenen Ensemble eine neue Musikgattung vorstellen zu können. Beeindruckt von den Reaktionen des dortigen Publikums sah er eine Gelegenheit, junge Leute für orchestrale Musik zu begeistern und ging eine Zusammenarbeit mit Böckers Merregnon Studios ein, die bald zu der CD-Veröffentlichung drammatica -The Very Best of Yoko Shimomura-, dem ersten hauseigenen Konzert mit einer Auswahl Computerspielmusik namens PROMS That’s Sound, that’s Rhythm und wenig später Symphonic Shades – Hülsbeck in Concert führte.

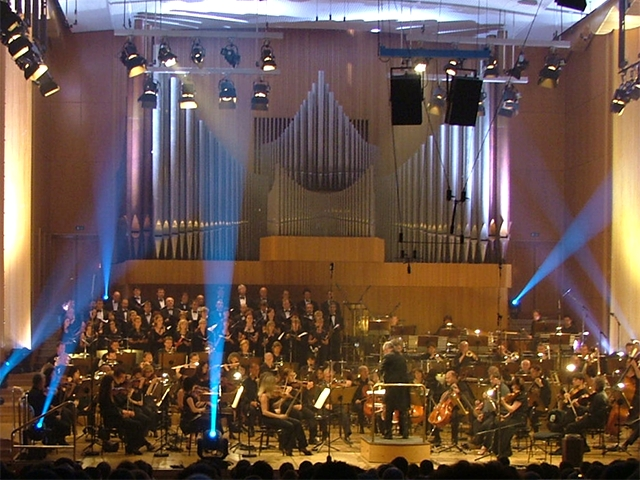
Das WDR Funkhausorchester Köln und der FILMharmonic Choir führen Symphonic Shades auf

### Symphonic Shades – Hülsbeck in Concert
Ende 2007 kündigte Thomas Böcker seine Rolle als Produzent des Konzerts Symphonic Shades an, gewidmet der Musik des deutschen Spielekomponisten Chris Hülsbeck. Die Karten für beide Veranstaltungen am 23. August 2008 waren nach kurzer Zeit ausverkauft. Die Erstaufführung mit dem WDR Funkhausorchester Köln war das erste Computerspielmusikkonzert, das live im Radio auf WDR4 übertragen wurde.
Ein von Kritikern gefeiertes Album mit dem kompletten Programm von Symphonic Shades wurde am 17. Dezember 2008 von synSONIQ Records veröffentlicht. Bei der Erstauflage der CD handelte es sich um eine auf 1000 Stück limitierte Sammleredition, die beim Haupthändler weniger als ein Monat nach der Veröffentlichung vergriffen war. Um die dauerhafte Verfügbarkeit der Aufnahme zu garantieren, folgten digitale Versionen bei iTunes und Amazon, sowie eine zweite Auflage der CD, am 20. Mai 2009.
Am 4. August 2009 wurden acht Stücke von Symphonic Shades vom Royal Stockholm Philharmonic Orchestra dargeboten. Sie waren Teil des Konzertes Sinfonia Drammatica im Stockholmer Konzerthaus, bei dem auch Titel aus drammatica von Yoko Shimomura gespielt wurden. Ins 3. Familienkonzert der Duisburger Philharmoniker fanden ebenfalls neun Arrangements aus Symphonic Shades Eingang.

### Symphonic Fantasies – music from Square Enix

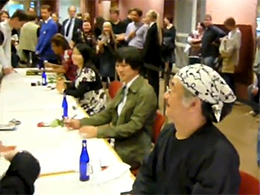
Uematsu, Mitsuda, Shimomura und Kikuta bei der Autogrammstunde vor Symphonic Fantasies

Symphonic Fantasies - music from Square Enix fand am 12. September 2009 in der Kölner Philharmonie statt. Die Karten für die Veranstaltung waren schnell ausverkauft, was ein zweites Konzert am 11. September 2009 in der Oberhausener Rudolf Weber-Arena notwendig machte. Ergänzend zu der Philharmonie-Aufführung wurde das Konzert auf WDR4 übertragen und Zuschauer auf der ganzen Welt konnten die Veranstaltung zum ersten Mal via Video-Streaming im Internet live verfolgen.
Symphonic Fantasies ist dem japanischen Spielehersteller Square Enix gewidmet und umfasst Arrangements von Kompositionen aus Final Fantasy, Secret of Mana, Chrono Trigger, Chrono Cross und Kingdom Hearts, die alle in Form von bis zu 18-minütigen Suiten präsentiert werden, ähnlich den Sätzen in großen Symphonien. Dieses neue Konzept ging aus Thomas Böckers Wunsch hervor, mehr musikalische Entwicklung und kreative Ideen in Arrangements von Spielmusik einzuarbeiten. Zur Auswahl der aufzuführenden Stücke wurden die ursprünglichen Komponisten zu Rate gezogen, die Listen ihrer Lieblingswerke anfertigten.
2012 wurden fünf weitere Konzerte in Tokio, Stockholm und erneut in Köln gespielt, 2016 zusätzlich im Barbican Centre in London mit dem London Symphony Orchestra. Alben wurden sowohl von Konzertaufnahmen aus Köln (über Decca Records) als auch aus Tokio (über X5Music/Merregnon Records) veröffentlicht.

### Symphonic Legends – Music from Nintendo
Nach den positiven Rückmeldungen der Besucher zu Symphonic Fantasies kündigte der WDR ein weiteres Spielekonzert namens Symphonic Legends an, das am 23. September 2010 in der Kölner Philharmonie stattfand. Das Thema der Veranstaltung war die Musik von Nintendo, dargeboten wurden unter anderem Titel wie Super Mario Bros., Donkey Kong, Metroid, F-Zero und The Legend of Zelda.
Symphonic Legends bot einige Neuerungen auf dem Gebiet der Spielmusik, darunter das im Stile zeitgenössischer Musik arrangierte Metroid und eine 35-minütige Tondichtung, die The Legend of Zelda musikalisch erzählte. The Legend of Zelda machte die komplette zweite Hälfte von Symphonic Legends aus, unterteilt in fünf Abschnitte: Hyrulian Child, Dark Lord, Princess of Destiny, Battlefield und Hero of Time.
Die Aufführung LEGENDS am 1. Juni 2011, präsentiert vom Royal Stockholm Philharmonic Orchestra, beruhte teilweise auf Arrangements aus Symphonic Legends. Am 13. Juli 2014 führte das London Symphony Orchestra die Tondichtung zu The Legend of Zelda aus diesem Programm auf.

### Symphonic Odysseys – Tribute to Nobuo Uematsu
Zeitgleich mit der Enthüllung der Themen von Symphonic Legends eröffnete Winfried Fechner in einem Interview, dass man künftig vielleicht sogar zwei Spielmusikkonzerte pro Jahr erwarten könne und kündigte Symphonic Odysseys – Tribute to Nobuo Uematsu an, eine Hommage an den japanischen Komponisten Nobuo Uematsu. Das Programm mit Arrangements aus Titeln wie Lost Odyssey, Final Fantasy Legend, Blue Dragon und Final Fantasy wurde am 9. Juli 2011 zwei Mal in der Kölner Philharmonie gespielt.
Symphonic Odysseys wurde außerdem im Juni 2017 vom London Symphony Orchestra aufgeführt: am 18. Juni in der Philharmonie de Paris und am 20. Juni im Barbican Centre. Eine Aufnahme der Konzerte in Köln wurde am 28. Dezember 2011 von Dog Ear Records als Doppelalbum veröffentlicht.

## Konzerte weltweit (ab 2013)

### Final Symphony — Music from Final Fantasy
Im Mai 2012 kündigte Thomas Böcker seine zehnte Konzertproduktion mit dem Titel Final Symphony an, die Musik aus Final Fantasy VI, VII und X umfasst, komponiert von Nobuo Uematsu und Masashi Hamauzu. Die Weltpremiere fand am 11. Mai 2013 statt und wurde vom Sinfonieorchester Wuppertal in der Stadthalle Wuppertal dargeboten. Eine weitere Aufführung fand am 30. Mai 2013 mit dem London Symphony Orchestra statt, dem ersten Konzert mit Spielmusik für den Klangkörper. Das Programm Final Symphony ging anschließend auf Welttournee mit Aufführungen in Japan, Dänemark, Schweden, Finnland, den Niederlanden, den USA, Neuseeland, China, Österreich und Australien.
Eine Studioaufnahme von Final Symphony wurde am 23. Februar 2015 (über X5Music/Merregnon Records) veröffentlicht, eingespielt vom London Symphony Orchestra in den Abbey Road Studios.

### Final Symphony II — Music from Final Fantasy
Im März 2015 wurden Pläne für Final Symphony II bekannt gegeben. Die Weltpremiere mit Musik aus Final Fantasy V, VIII, IX und XIII fand am 29. August 2015 in der Beethovenhalle in Bonn statt, gespielt vom Beethoven Orchester Bonn, gefolgt von vier Aufführungen im September und Oktober 2015 durch das London Symphony Orchestra in London, Osaka und zweimal in Yokohama. Diese Aufführungen stellten das erste Mal dar, dass ein ausländisches Orchester Konzerte mit Spielmusik in Japan gab.
Neben den Veranstaltungen in Deutschland, Großbritannien und Japan wurde Final Symphony II auch in Finnland, Schweden und den Niederlanden präsentiert.

### Symphonic Memories — Music from Square Enix
Symphonic Memories — Music from Square Enix wurde vom Royal Stockholm Philharmonic Orchestra am 9. Juni 2018 im Konzerthaus Stockholm uraufgeführt. Das Konzept der Produktion besteht darin, beliebte Partituren aus früheren Programmen wie Symphonic Fantasies, Final Symphony und Final Symphony II zu präsentieren und sie teilweise mit neuen Arrangements zu kombinieren. Neben Musik aus Final Fantasy VI, VIII und der Chronos-Reihe war in Stockholm zum ersten Mal auch eine Suite mit Musik aus Final Fantasy XV zu hören. Weitere Veranstaltungen fanden in Finnland, der Schweiz, Japan und Deutschland statt.
Die Konzerte in Japan wurden aufgezeichnet und von Square Enix’ Musiklabel als Doppelalbum am 24. September 2020 auf den Markt gebracht. Neben Arrangements aus Final Fantasy VIII und Final Fantasy XV sind die Weltpremieren von Octopath Traveler und Xenogears Teil der Veröffentlichung.

### Skyrim 10th Anniversary Concert
2021, zum zehnten Jubiläum des Action-Rollenspiels Skyrim von Bethesda Softworks, produzierte Thomas Böcker einen Konzertfilm mit dem London Symphony Orchestra und den London Voices im Alexandra Palace in London. Das Video wurde am 11. November 2021 auf YouTube veröffentlicht, kurz darauf ein Musikalbum.

### Starfield - A Night with the London Symphony Orchestra
Im September 2023 produzierte Thomas Böcker einen weiteren Konzertfilm, wiederum für Bethesda Softworks, für das damals gerade erschienene Action-Rollenspiel Starfield. Die Aufnahme fand mit dem London Symphony Orchestra im Konzerthaus St Luke’s, Old Street in London statt. Das Video wurde am 13. September 2023 auf YouTube veröffentlicht.

## Kammermusik- und Schulkonzerte
Die von einem Streicherensemble vorgetragenen Kammermusik-Spielekonzerte und die Schulkonzerte Helden unserer Phantasie und Super Mario Galaxy – Ein musikalisches Abenteuer sind drei untergeordnete Veranstaltungsreihen, die ebenfalls von Thomas Böcker produziert wurden.
Ein Kammermusik-Spielekonzert im Jahr 2005 fand in Verbindung mit dem Gaming-Turnier GC-Cup am Augustusplatz in Leipzig statt, während zwei weitere dieser Aufführungen in Verbindung mit einer GC – Games Convention Pressekonferenz und der historischen Ausstellung Nintendo – Vom Kartenspiel zum Game Boy des Landesmuseums Koblenz abgehalten wurden.
Die vier Schulkonzerte Helden unserer Phantasie der Elbland Philharmonie Sachsen von 2006 sollten die Unterschiede und Gemeinsamkeiten zwischen klassischer Musik und Spielmusik aufzeigen und Orchesterkonzerte für ein jüngeres Publikum zugänglicher machen. Im Januar 2010 fanden fünf weitere Schulkonzerte statt. Die Reihe Super Mario Galaxy – Ein musikalisches Abenteuer war geistiger Nachfolger von Helden unserer Phantasie. Die Konzerte waren offiziell lizenziert und wurden von Nintendo gesponsert. Die Musik wurde mit kurzen Erzählungen der Geschichte von Super Mario Galaxy ergänzt.

## Auszeichnungen
- 2010 Best Concert: Symphonic Legends – music from Nintendo, LEVEL-Magazin, Schweden[67]
- 2010 Best Arranged Album - Solo / Ensemble: Symphonic Fantasies – music from Square Enix, Annual Game Music Awards 2010[68]
- 2011 Best Live Concert: Symphonic Legends – music from Nintendo, Annual Original Sound Version Awards 2010[69]
- 2011 Best Live Concert: Symphonic Odysseys – Tribute to Nobuo Uematsu, Annual Original Sound Version Awards 011[70]
- 2011 Outstanding Production - Concert: Symphonic Odysseys – Tribute to Nobuo Uematsu, Annual Game Music Awards 2011[71]
- 2012 Outstanding Production - Concert: Symphonic Fantasies Tokyo – music from Square Enix, Annual Game Music Awards 2012[72]
- 2013 Outstanding Production - Concert: Final Symphony London – music from Final Fantasy, Annual Game Music Awards 2013[73]
- 2015 First person to produce a video game concert outside Japan: Thomas Böcker, Guinness World Records[74]
- 2015 Best Album - Arranged Album: Final Symphony – music from Final Fantasy, Annual Game Music Awards 2015[75]
- 2020 Best Album - Official Arranged Album: Symphonic Memories Concert – music from Square Enix, Annual Game Music Awards 2020[76]